# Djamel Benchergui
Djamel Benchergui (sinh ngày 7 tháng 12 năm 1981) là một cầu thủ bóng đá người Algérie. Hiện tại anh thi đấu ở vị trí hậu vệ cho câu lạc bộ Giải bóng đá hạng nhì quốc gia Algérie CA Bordj Bou Arreridj.